# Борку
Борку (на френски: Borkou) е департамент, разположен в регион Борку-Енеди-Тибести, Чад, с население 97 251 души (2009). Департаментът се поделя на под-префектурите: Борку Яла, Йебибу, Куба Оланга, Фая-Ларжо, Ярда. Негов административен център е град Фая-Ларжо.